# کارساوول (تاش‌اوا)
کارساوول (به لاتین: Karsavul) یک منطقهٔ مسکونی در ترکیه است که در تاشوا واقع شده‌است.